# جایزه آلبرت اینشتین

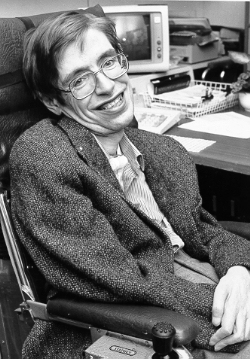
استیون هاوکینگ در سال ۱۹۷۸ این جایزه را دریافت کرد.

جایزه آلبرت اینشتین جایزه‌ای در فیزیک نظری بود که به دست‌آوردهای برجسته در علوم طبیعی داده می‌شد. هزینه‌های مالی این جایزه از طرف صندوق یادبود لوییس و رُزا اشتراوس ٬تأمین می‌گردید و به مناسبت ۷۰اُمین سال تولد اینشتین پایه‌گذاری شد. نخستین بار در سال ۱۹۵۱ با مبلغ ۱۵٬۰۰۰ دلار، به کورت گودل و جولیان شوینگر اهدا شد، اما بعد از آن مبلغ جایزه به ۵٬۰۰۰ دلار کاهش پیدا کرد. برندگان توسط گروهی (که اعضای اولیه آن آلبرت اینشتین ٬روبرت اوپنهایمر، جان فون نویمان و هرمان ویل بودند) انتخاب می‌شدند.لوئیس اشتراوس یکی از هیئت امنای موسسه بود..

## دریافت‌کنندگان
| سال  | نام                      | منبع        |
| ---- | ------------------------ | ----------- |
| ۱۹۵۱ | کرت گودل و جولیان شوینگر | [ ۱ ] [ ۵ ] |
| ۱۹۵۴ | ریچارد فاینمن            | [ ۲ ]       |
| ۱۹۵۸ | ادوارد تلر               | [ ۶ ]       |
| ۱۹۵۹ | ویلارد لیبای             | [ ۷ ]       |
| ۱۹۶۰ | لئو زیلارد               | [ ۸ ]       |
| ۱۹۶۱ | لوئیس آلوارز             | [ ۹ ]       |
| ۱۹۶۵ | جان ویلر                 | [ ۱۰ ]      |
| ۱۹۶۷ | Marshall Rosenbluth      | [ ۱۱ ]      |
| ۱۹۷۰ | Yuval Ne'eman            | [ ۱۲ ]      |
| ۱۹۷۲ | یوجین ویگنر              | [ ۱۳ ]      |
| ۱۹۷۸ | استیون هاوکینگ           | [ ۱۴ ]      |
| ۱۹۷۹ | Tullio Regge             | [ ۱۵ ]      |